# Херцогенаурах
Херцогенаурах (њем. Herzogenaurach) град је у њемачкој савезној држави Баварска. Једно је од 25 општинских средишта округа Ерланген-Хехштат. Према попису из 2022. у граду је живјело 24.404 становника. Посједује регионалну шифру (AGS) 9572132.

## Географски и демографски подаци
Херцогенаурах се налази у савезној држави Баварска у округу Ерланген-Хехштат. Град се налази на надморској висини од 296 метара. Површина општине износи 47,6 km². У самом граду је, према процјени из 2010. године, живјело 22.927 становника. Просјечна густина становништва износи 481 становника/km².

## Међународна сарадња
| Мјесто        | Држава       | Врста сарадње | Од    |
| ------------- | ------------ | ------------- | ----- |
| Нова Градишка | Хрватска     | партнерство   | 1980. |
|               | Француска    | партнерство   | 1988. |
| Каја          | Буркина Фасо | партнерство   | 1982. |
| Волфсберг     | Аустрија     | партнерство   | 1968. |
| Извор         |              |               |       |